# ザ・レビュー'99
『ザ・レビュー'99』（ザ・レビュー きゅうじゅうきゅう）は宝塚歌劇団の舞台作品。宙組公演における形式名は「グランド・レビュー」、花組は「住友VISAシアター グランド・レビュー」。24場。
構成・演出は岡田敬二。併演作品は宙組が『激情-ホセとカルメン-』、花組が『タンゴ・アルゼンチーノ』。

## 解説
※『宝塚歌劇100年史（舞台編）』の宝塚大劇場公演参考。
『ザ・レビュー』は1977年に『モン・パリ』50周年を記念して上演され、その年の芸術祭優秀賞に輝いた作品である。22年ぶりに再演されたこの公演では、初演の『ザ・レビュー』より、ロケットの場面と"夢人"の場面を再現したほか、プロローグなどで初演時の主題歌を使い、タカラヅカ・レビュー本来の「豪華・華麗・美しさ」をベースに、初演の持つエスプリを大切にした超大型グランド・レビューに仕立てている。花組では一部、新場面を取り入れている。

## 公演期間と公演場所

### 宙組
- 1999年6月25日 - 8月9日　宝塚大劇場[1]
- 1999年10月2日 - 11月14日　TAKARAZUKA1000days劇場（東京公演）[2]

### 花組
- 1999年8月13日 - 9月27日　宝塚大劇場[1]
- 1999年11月19日 - 12月26日　TAKARAZUKA1000days劇場（東京公演）[2]

## スタッフ
※担当名の後ろに「宙組」「花組」、氏名の後ろに「宝塚」「東京」の文字がなければ全公演共通。
- 作曲・編曲：吉崎憲治/高橋城/寺田瀧雄/甲斐正人
- 作曲（花組）：エリック・ウールフソン
- 編曲：宮原透
- 音楽指揮（宙組）：清川知己、
- 音楽指揮（花組）：御﨑惠
- 振付：羽山紀代美/大谷盛雄/室町あかね/御織ゆみ乃/司このみ
- 振付（花組）：若央りさ
- 装置：大橋泰弘
- 衣装：任田幾英
- ヘアー・デザイン：和田好弘
- 照明：勝柴次朗
- 音響：加門清邦
- 小道具：万波一重
- 効果：木多美生
- 訳詞：平野恵子
- 演出助手：藤井大介/小柳奈穂子
- 振付助手：名月かなで
- 振付助手（宙組）：若央りさ
- 装置補：新宮有紀
- 衣装補：河底美由紀
- 舞台進行（宙組）：森田智広
- 舞台進行（花組）：恵見和弘
- 舞台監督：藤村信一（東京）/福尾晋吾（東京）
- 舞台監督（宙組）：木村信也（東京）/中村兆成（東京）
- 舞台監督（花組）：宮脇学（東京）/林田勇吾（東京）
- 舞台美術製作：株式会社宝塚舞台
- 演奏：宝塚管弦楽団（宝塚）
- 録音演奏：宝塚管弦楽団（東京）
- 衣装生地提供（宙組）：ミカレディ株式会社
- 制作：木場健之/木村康久
- 協賛（花組）：住友クレジットサービス
- 特別協賛（花組）：VISAジャパングループ

## 主な配役

### 宙組
※下記のデータは宝塚・東京共通
- レビューの歌手S1、タンゴの男S、フランソワ、フレッド、夢人、フェニックスの男S、イリュージョンの男、パレードの歌手男S1 - 姿月あさと[1]
- レビューの歌手女S、タンゴの女S、レビューの歌手女S、マルグリット、リンダ、白い鳥、フェニックスの女S、イリュージョンの女、パレードの歌手女S - 花總まり[1]
- レビューの歌手S2、歌手S、クリス、イーグルA、ジゴロS、パレードの歌手S2 - 和央ようか[1]
- シャルマンS、ゴールド・ディガーズS、歌う青年、歌う幻の鳥、パレードの歌手男S3 - 湖月わたる[1]

### 花組
※下記のデータは宝塚・東京共通
- レビューの歌手S1、タンゴの男S、歌手男S、フランツ、フレッド、夢人、フェニックスの男S、アマポーラの紳士、パレードの歌手男S1 - 愛華みれ[3]
- レビューの歌手女S、タンゴの女S、歌手女S、エカテリーナ、リンダ、白い鳥、フェニックスの女S、アマポーラの淑女、パレードの歌手女S - 大鳥れい[3]
- レビューの歌手S2、歌手男S、歌手S、クリス、イーグルA、ジゴロS、パレードの歌手S2 - 匠ひびき[3]
- シャルマンS、歌手男、歌う青年、歌う幻の鳥、パレードの歌手男S3 - 伊織直加[3]
- タンゴの男、ゴールド・ディガーズS、イーグル、パレードの歌手 - 楓沙樹[3]